# 推進式 (航空機)

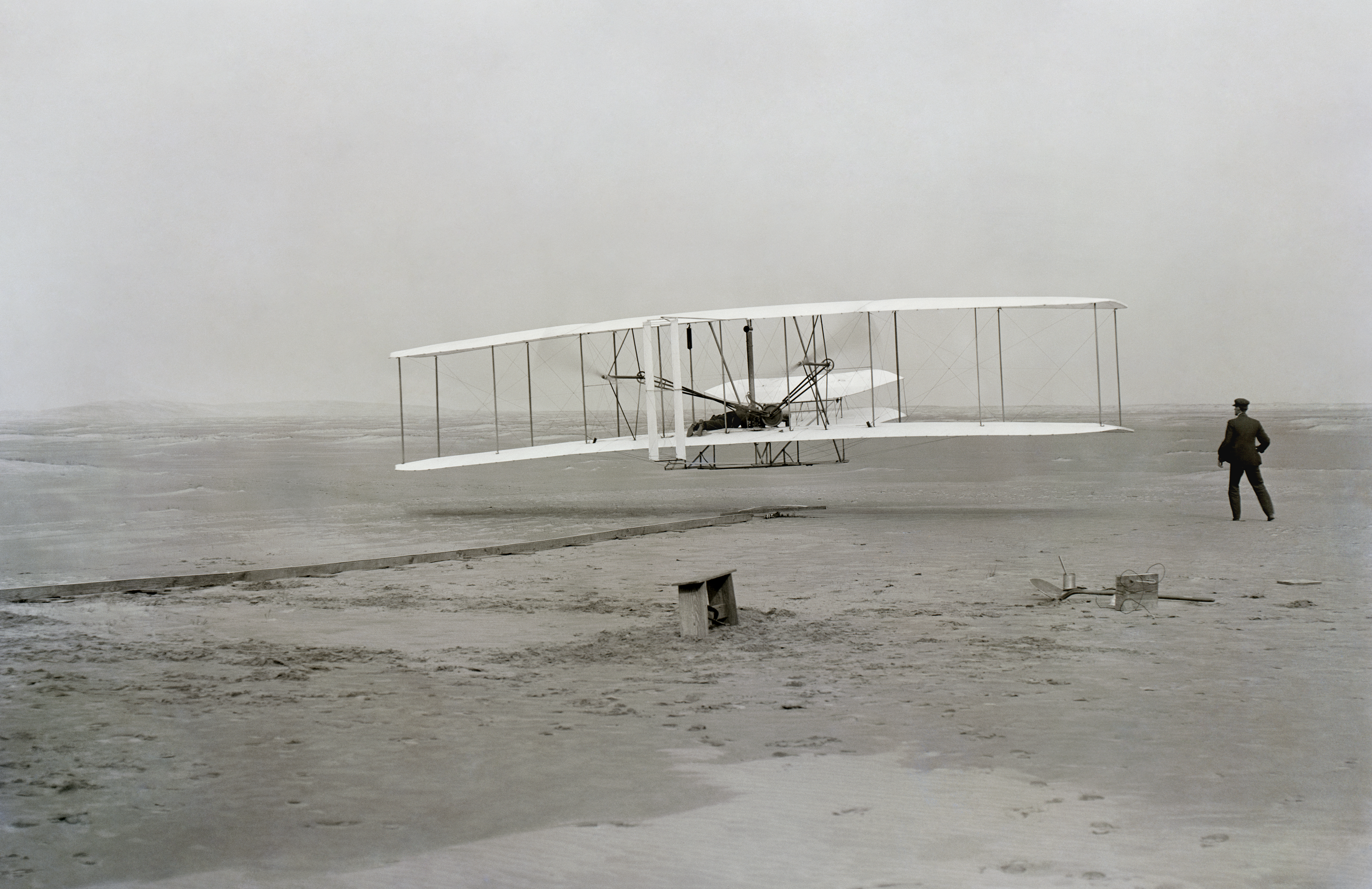
推進式を採用したライトフライヤー号

推進式（すいしんしき、またはプッシャー式、pusher configuration）とは、航空機においてプロペラやダクテッドファンが機体後部に設置されている形式。プロペラの回転によって生ずる空気の流れは機体を"押し出す"形になる。これに対して牽引式（トラクター式、tractor configuration）では、プロペラが機体前部に設置されるため機体を"引っ張る"形になる。

## 概要
世界初の有人動力飛行を達成したライトフライヤー号やユージン・バートン・イーリーによって初めて艦上からの離陸に成功したカーチス モデルDなど、初期の航空機の多くは推進式であった。
後述するように推進式のメリットとデメリットの多くは表裏一体であり、デメリットの解消がメリットの減少に繋がっている。また機銃の搭載位置というアドバンテージもほどなくして新技術で解決されており、サイズと用途によっては不利となることもある。プロペラ機は航空機の歴史を通して推進式が主流だったのはライトフライヤー号の飛行から数年であり、そもそも航空機においては潜水艦や船舶のようにプロペラ（スクリュー）を後部に配置することに比べ効果は少ないという意見もある。
単発の飛行艇、モーターグライダー、エンテ型、先尾翼機は推進式が多い。特に単発の飛行艇はプロペラを水面から離すため、スーパーマリン・ウォーラスのようにエンジンごと機体上部に配置する設計の機体が主流であり、小型機ではさらに推進式とした機体が複数存在する（リパブリック RC-3 シービー、SIAI-マルケッティ FN.333、コロニアル スキマー、グッドイヤー ダック、ICON A5など）。今後一定の需要が予想される複合ヘリコプター試作機群にも推進式が多く見られる。
ジェット機の尾部に推進用の電動ファンを追加する研究が行われている。

## 利点・長所
推進式では牽引式に比べ胴体が短くて済み、尾翼は胴体下部から伸びたブームか枠だけの尾部に取り付けることで機体重量を減らすことが出来る。特にエンテ型では尾部自体が不用となり胴体は操縦席とエンジンルームだけとなり、機首に搭載する物がなければ、ジャイロフルーク SC 01のように操縦席を機首先端付近まで送りさらに胴体を短縮する設計も可能である。胴体が短いため風見鳥効果は少なくなるが、離陸滑走中の横風には強いというメリットもある。機首にエンジンが無いため形状を空力的に最適化することができる。単発機でも操縦席前方にプロペラが無いため視界が良好となるため、エジレイ オプティカやSeabird Seekerなど観測機に採用されている。
尾翼にスリップストリーム（プロペラ後流）が当たる設計の場合、昇降舵と方向舵に直接当たるので効きが良くなり、エンジンを後部に搭載し尾翼までの距離が短いことは重心が後ろに移動するため、昇降舵の操作量が少なくなり反応が機敏になるなど、運動性能を重視する戦闘機には向いた特性となる。仮に翼面積が同じであれば、牽引式より抵抗も少ない。それらが機体に当たらない場合は振動が少なくなるため、機内の騒音が軽減される。旅客機では大きなメリットであるため、ピアッジョ P.180 アヴァンティはT字尾翼を高くすることで尾翼にも当たらない設計とし、静粛性をセールスポイントの一つとした。
単発の牽引式では常に主翼や垂直尾翼にプロップウォッシュ（螺旋状の気流）が当たり、効率が落ちてしまう。それに加え、垂直尾翼が気流で押されて機首が左に向く現象が発生し、低速時に出力を上げるとピッチとヨーの制御に強く影響する。そのため、離陸時にはバランスを取るための当て舵操作が必要となり、垂直尾翼をローリング軸から僅かに傾けて取り付ける、エンジンのプロペラ軸を僅かに右に傾けるなどの調整が行われるが、完全には消えない。対してプロペラが機体後端にあるルータン ロング・イージーやXB-42 (航空機)のような設計の場合、胴体周りに流れるプロップウォッシュの影響はなく、ほぼ全てが推進力となり効率が上がる。
初期の戦闘機は後部に機銃手を乗せて敵機と並行して銃撃するか、プロペラに当たることを前提に金属製のガードを付けて機首に搭載する（モラーヌ・ソルニエ L）など不完全なものであった。推進式であれば機首に機銃を搭載してもプロペラに当たらないため、敵機の後ろについて追撃することができた。これにより本格的な格闘戦が可能な制空戦闘機が誕生した。機銃の後部がコックピット内・コックピット付近にある事は、以下のメリットを恵む。
- 機銃のジャム（英語版）からの回復が容易[注 1]
- APIブローバック方式やオープンボルト方式などのプロペラ同調装置（英語版）が使えない機銃でも、多数をコックピット付近の前部胴体に装備できる[注 2]。
- 第二次世界大戦中に航空機用エンジンとして主流だった液冷V型エンジンと空冷星型エンジンのどちらを装備しても火力に影響を及ぼさないため、エンジン選定の自由度が高まる[注 3]。

現代の単発機でも、機首や機体前部ににレーダーや電子光学センサーなどの実装が容易で、回転するプロペラによる影響を受けないメリットがある。

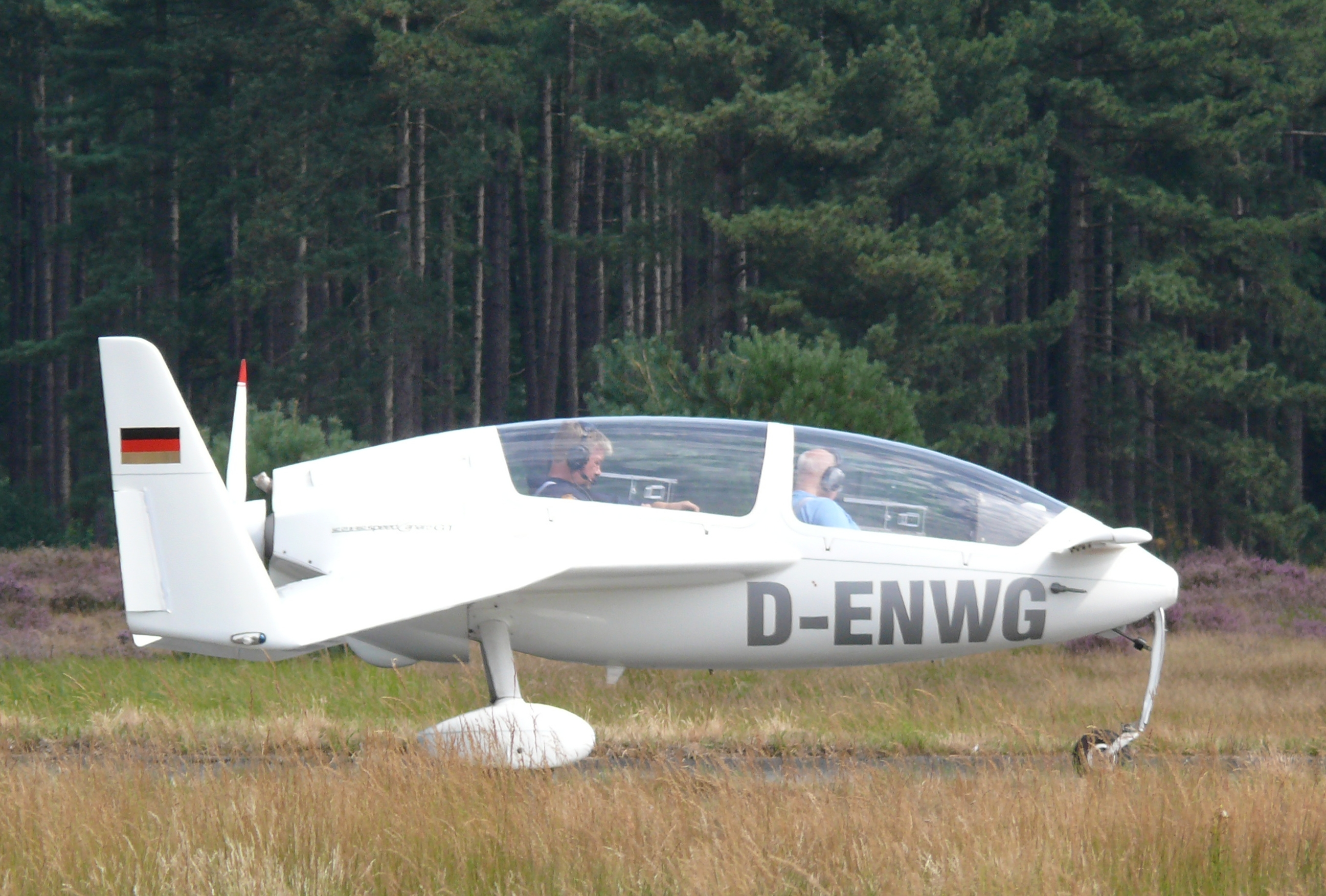
操縦席とエンジンルームだけで構成されたジャイロフルーク SC 01の胴体
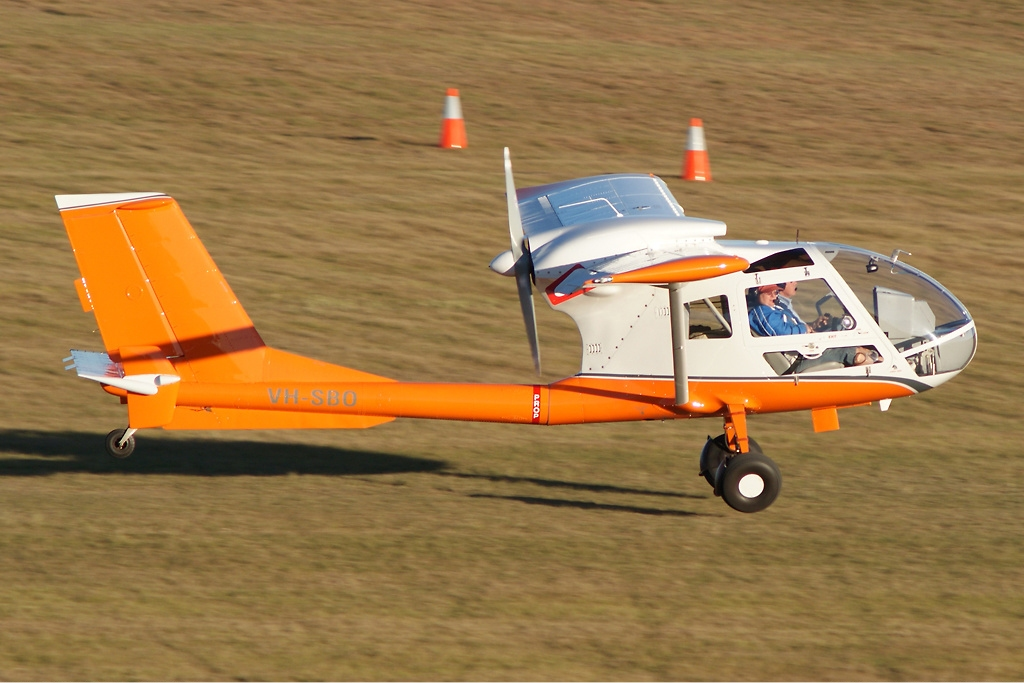
細いブームの先端に尾翼を設置したSeabird Seeker
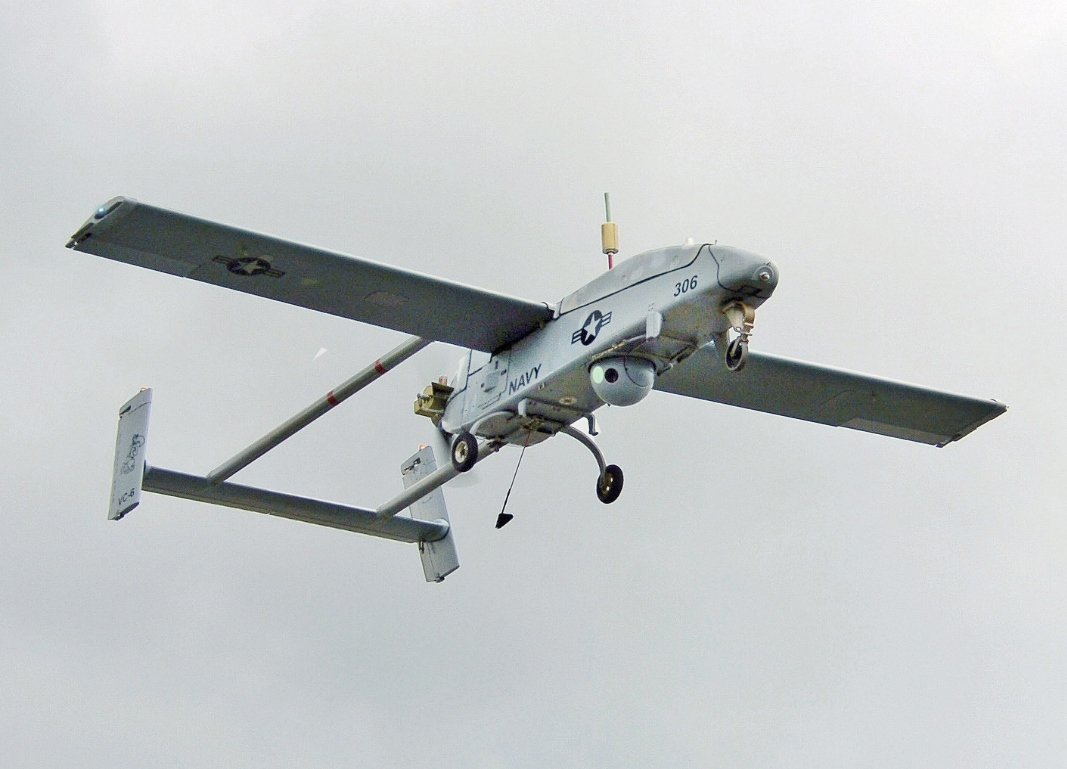
2本のブームを水平尾翼で繋いだRQ-2 パイオニア
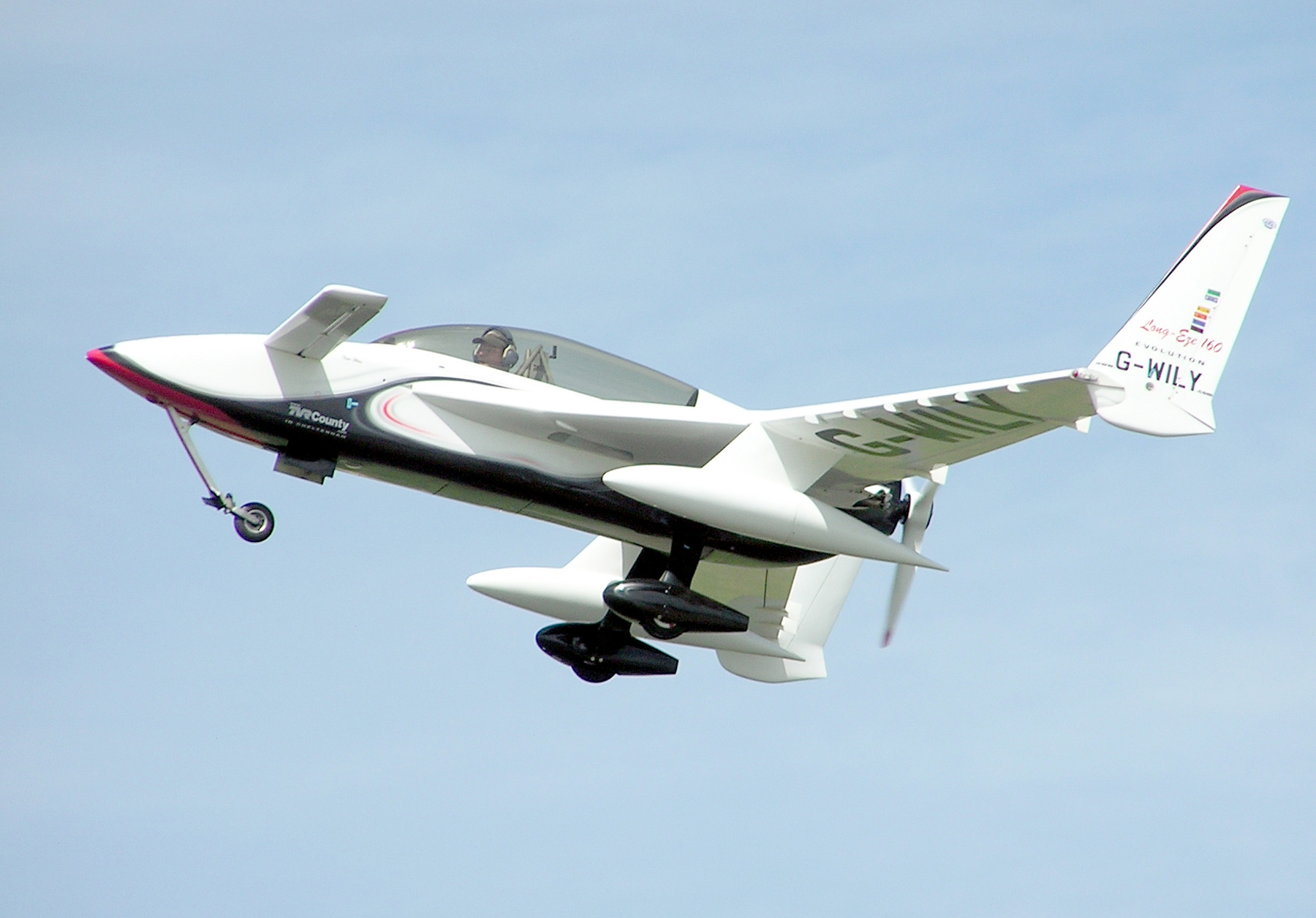
ルータン ロング・イージー
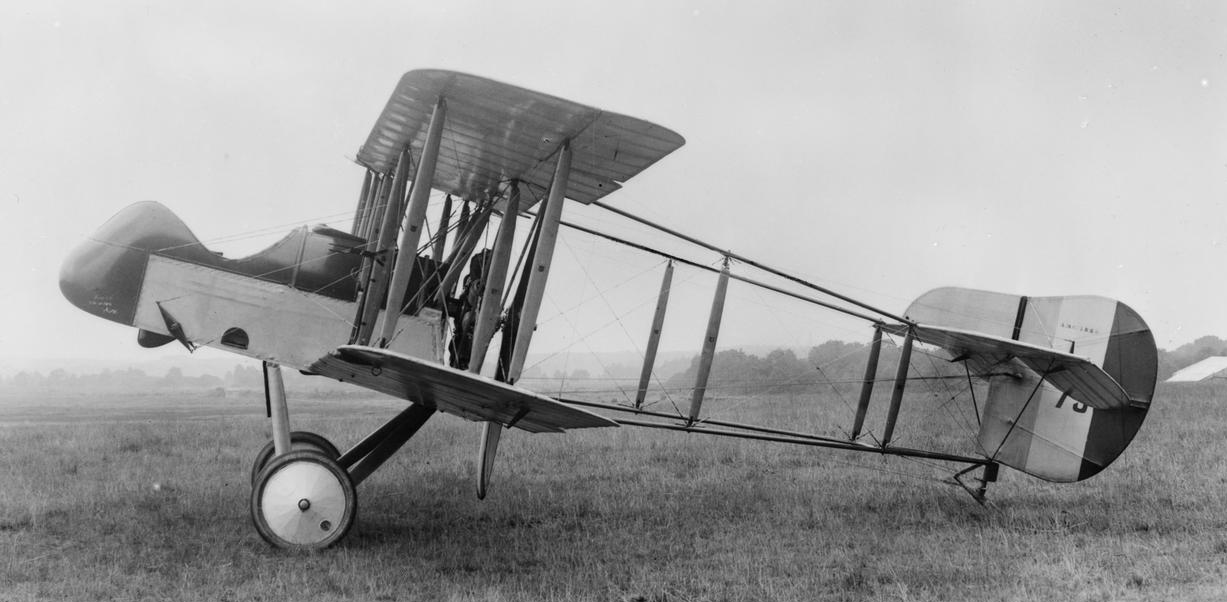
機首に機銃を搭載したエアコー DH.2

## 欠点・短所
離陸時の機首上げ動作では地面とプロペラのクリアランスが少なくなるため、地面と接触しないような対策が必要となるが、
- 降着装置を長くする - 重量と搭載スペースが増加する。
- ローリング軸からずらす - モーメントが発生し上下のバランスが崩れる。
- プロペラ径を小さくする - 推進力が落ちる。
- 浅い迎え角で離陸する - より長い滑走路が必要となる。

など、それぞれデメリットがある。
震電では降着装置を長めに設計していたが、テストでの離陸滑走中、機首を上げ過ぎてプロペラ端を地面に接触させる事故を起こしたため、側翼（主翼に付けられた垂直尾翼）の下部に車輪を付けている。
牽引式ではプロペラ後流が主翼に当たる部分で揚力が増すため、離陸時に滑走距離を短くできるが、推進式では主翼に後流が当たらないため恩恵はない。また尾翼に後流が当たらない設計では昇降舵と方向舵の効きは牽引式より弱くなる。
単発機で胴体上部にプロペラを設置する場合はプロペラ径を大きくできないが、プロペラ径を小さくすると推進力が落ちるため、プロペラ軸を上にずらしドライブベルトなどで駆動する（Technoflug Piccolo）、エンジンごとマスト状の構造物に載せる（Lake Renegade）など高さを稼いだ設計もあるが、動力の伝達機構にはメンテナンスが必要となり、構造物は重量と空気抵抗が増加する。
主翼にエンジンを設置する場合には主翼をガル翼としてエンジンの位置を高くする設計があり、この形式を採用したピアッジョ P.166は広告でアピールしていた。ただしガル翼で高くなるのは片側1カ所であり双発機にしか使えない。
動力装置が空冷式の場合、機体内部に設置すると冷却性能が落ちる。空冷エンジンを機体後部に搭載した震電は胴体側面から空気を取り入れ、エンジン後方に設置したファンで空気を強制的に導く方式を採用したが、試験飛行では全力を出していないにもかかわらずエンジンの油温が上昇していた。液冷式を採用したXB-42 (航空機)は試験飛行に成功している。
翼面積が同じならば抵抗は牽引式よりも少ないが、プロペラ後流を主翼に当てられないためエンジン出力を上げて揚力を増加する操作ができない。
運動性能が良好なことは、僅かな操作にも反応するなど安定性が失われやすく、慣れない者には操縦しにくくなる。
戦闘機のメリットであった機首に機銃を搭載できる利点は、1915年にはプロペラと機銃を同調させる機構を搭載したフォッカー アインデッカーが登場したことで失われた。その後も翼内機銃やモーターカノンなどプロペラと干渉しない機構が登場している。
ジャイロフルーク SC 01やルータン ロング・イージーは機首脚だけが格納できるようになっており、駐機中はプロペラが地面と接触しないように機首脚を格納して機体後部を上に向ける機能を搭載している。

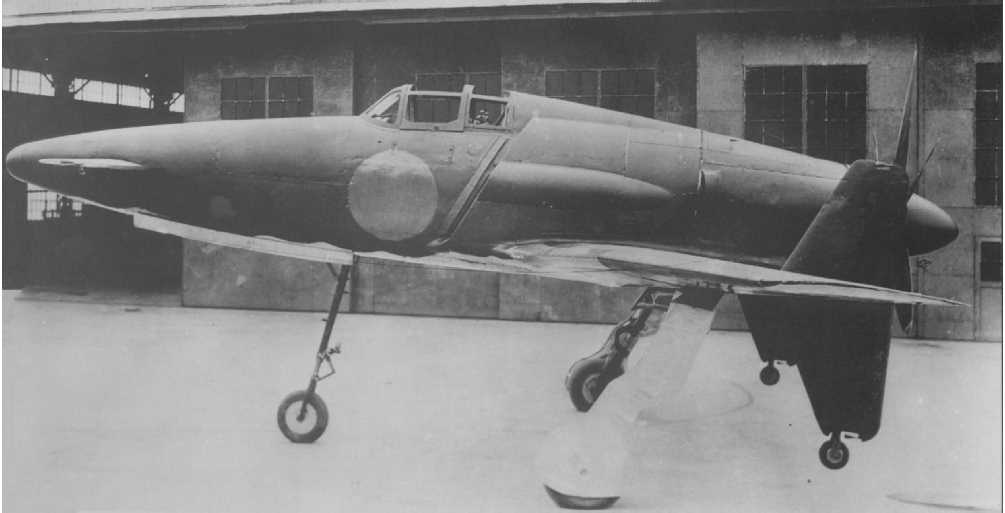
長い降着装置を採用し、側翼に車輪を付けた震電
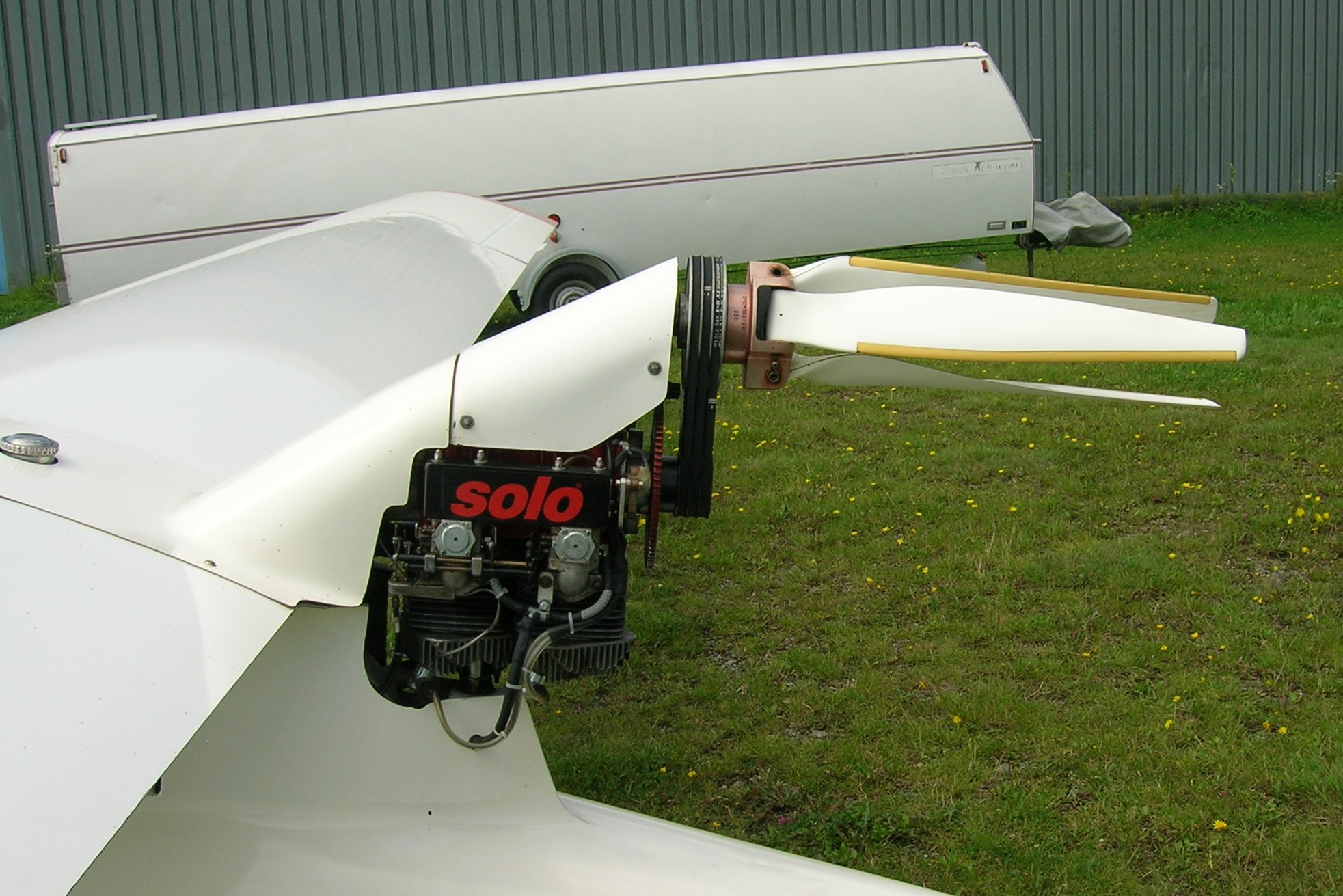
プロペラのみを上部にオフセットしたTechnoflug Piccolo
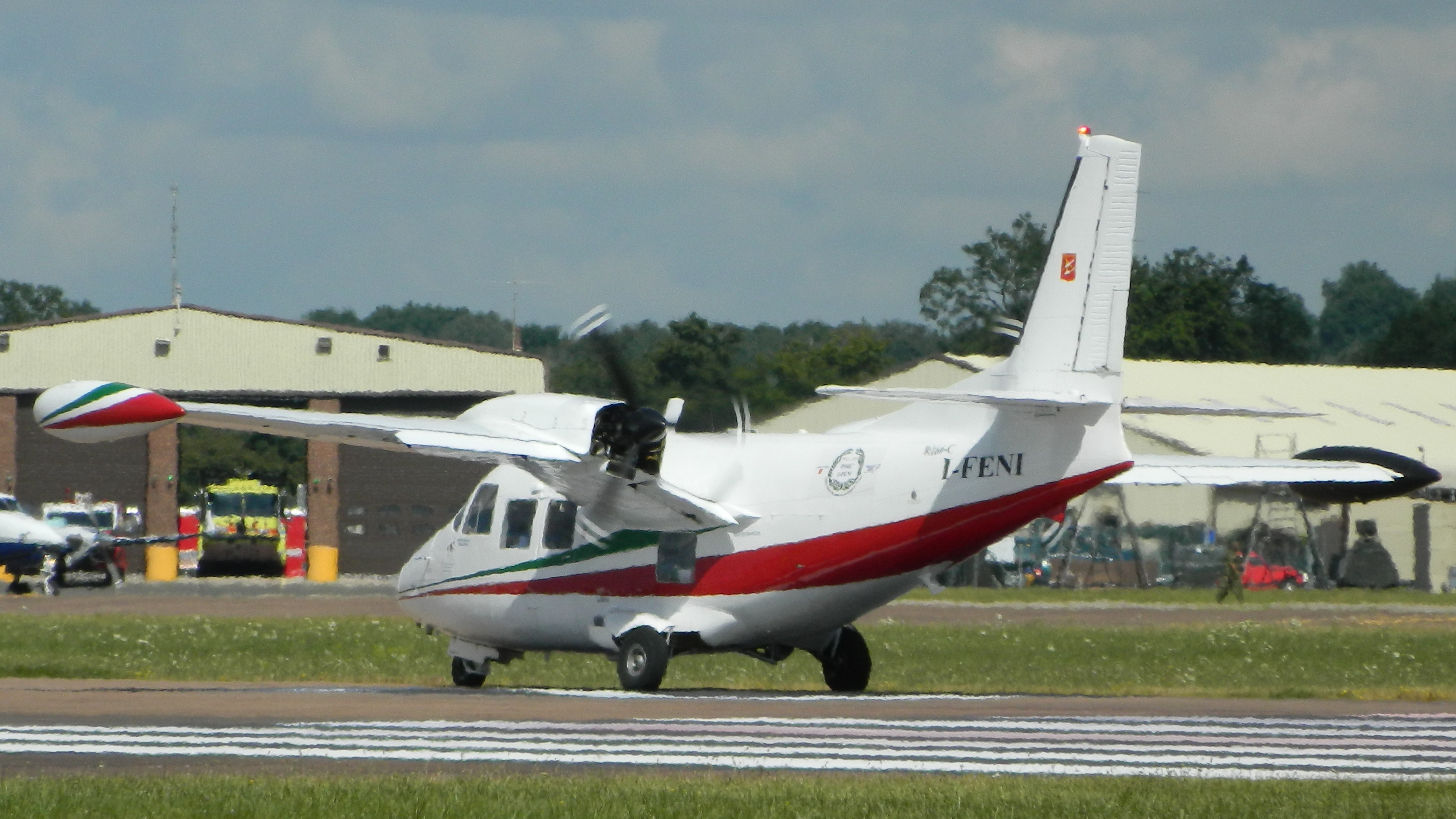
エンジンポッドをガル翼の高い部分に設置したPiaggio P.166
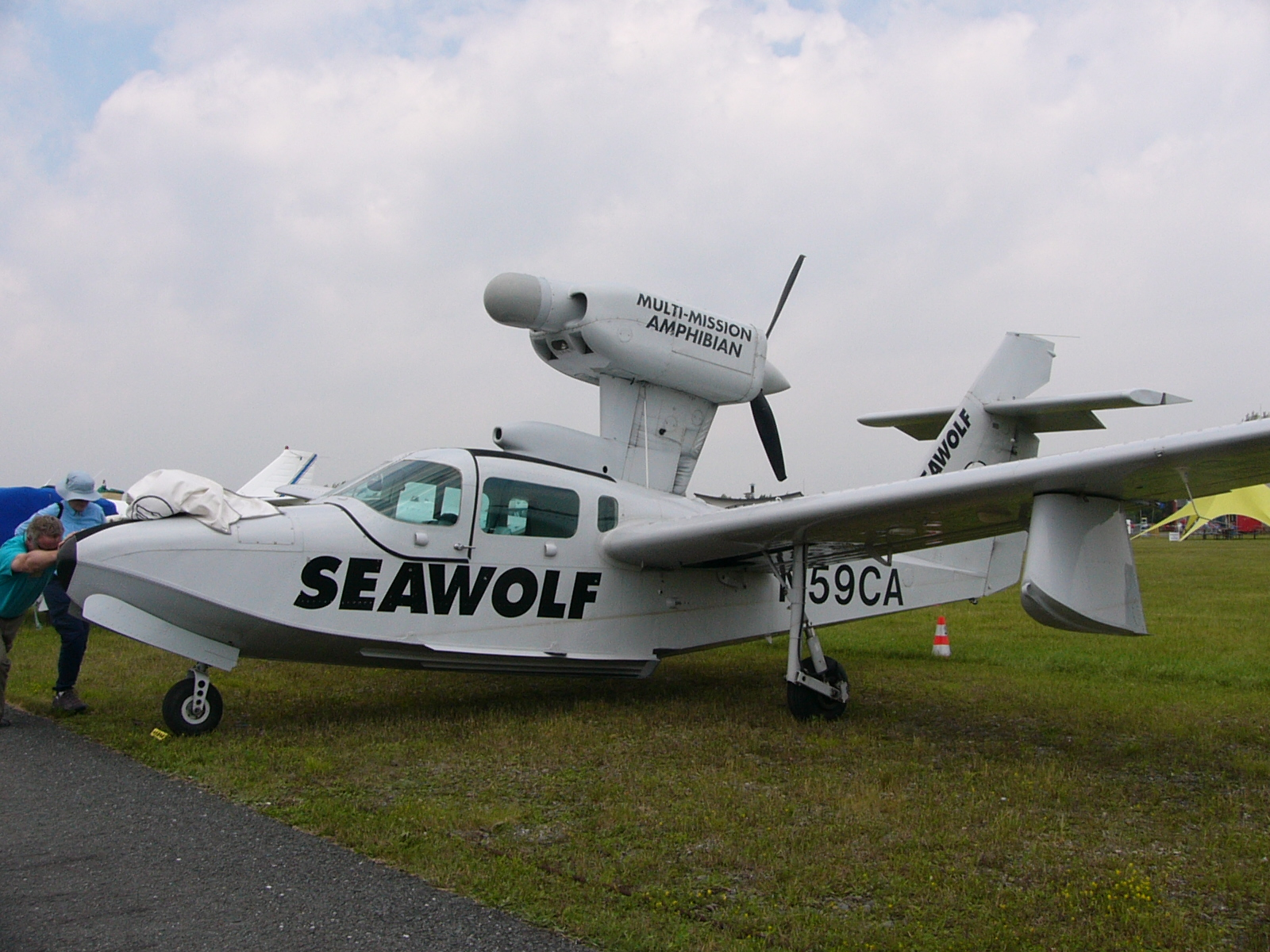
エンジンをマスト上に設置したLake Renegade
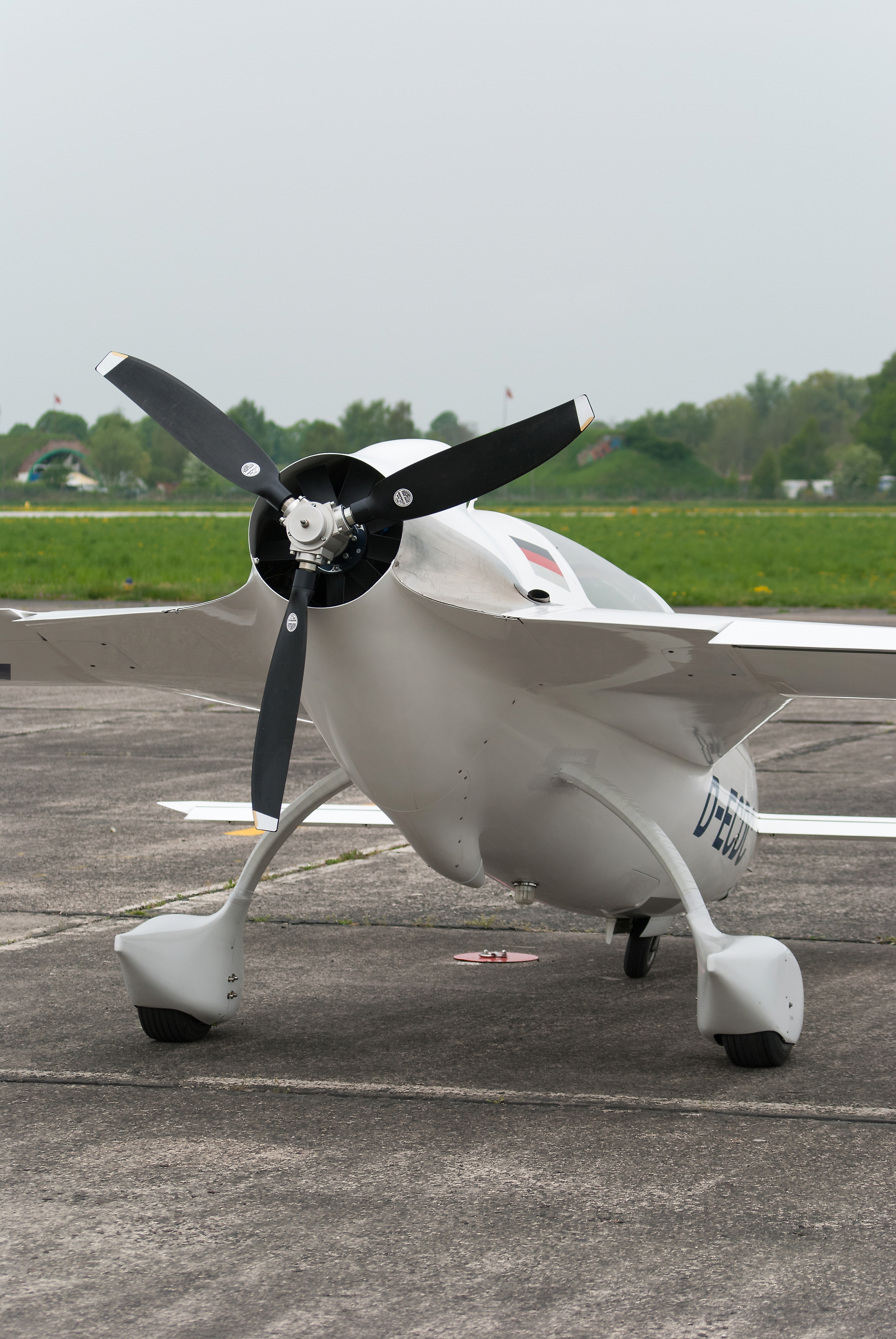
機体後部を上に向けたジャイロフルーク SC 01

## 採用機種
小型機から大型機まで開発されたが、プロペラ機の主流とはならなかった。単発の小型機としてはセスナ、パイパー、ビーチクラフト、シーラスなどの主要なメーカーでは採用されていない。ルータン ロング・イージーはホームビルト機として販売された。
騒音が少ないため旅客機に向いているとされ、ピアッジョ P.180 アヴァンティ、ビーチクラフト スターシップ、CBA 123、LearAvia Lear Fanなどターボプロップエンジンを採用したビジネス機が登場したが、1970年代には比較的小型ながらターボプロップより高出力で周囲への騒音が低いターボジェットエンジン（TFE731やJ85など）が登場し、ビジネス機もジェット化が進んだため、プロペラ機自体が低調となり商業的には成功しなかった。MU-2では開発当初推進式プロペラが検討されたが、コストや重量面でメリットが少ないと判断され、牽引式が採用された。
プロペラ配置は、機体後端（ルータン ロング・イージー）と機体上部（リパブリック RC-3 シービー、SIAI-マルケッティ FN.333、コロニアル スキマー、グッドイヤー ダック、ICON A5）がある。機体上部に設置する場合、FN.333のように垂直尾翼をプロペラの後部からずらした設計もある。
機首にセンサーを搭載できるため、小型の無人偵察機としては普及している。採用された機種にはRQ-1 プレデター、RQ-2、RQ-5、RQ-7、RQ-11、RQ-15、RQ-21、スキャンイーグル、スペルウェールなどがある。

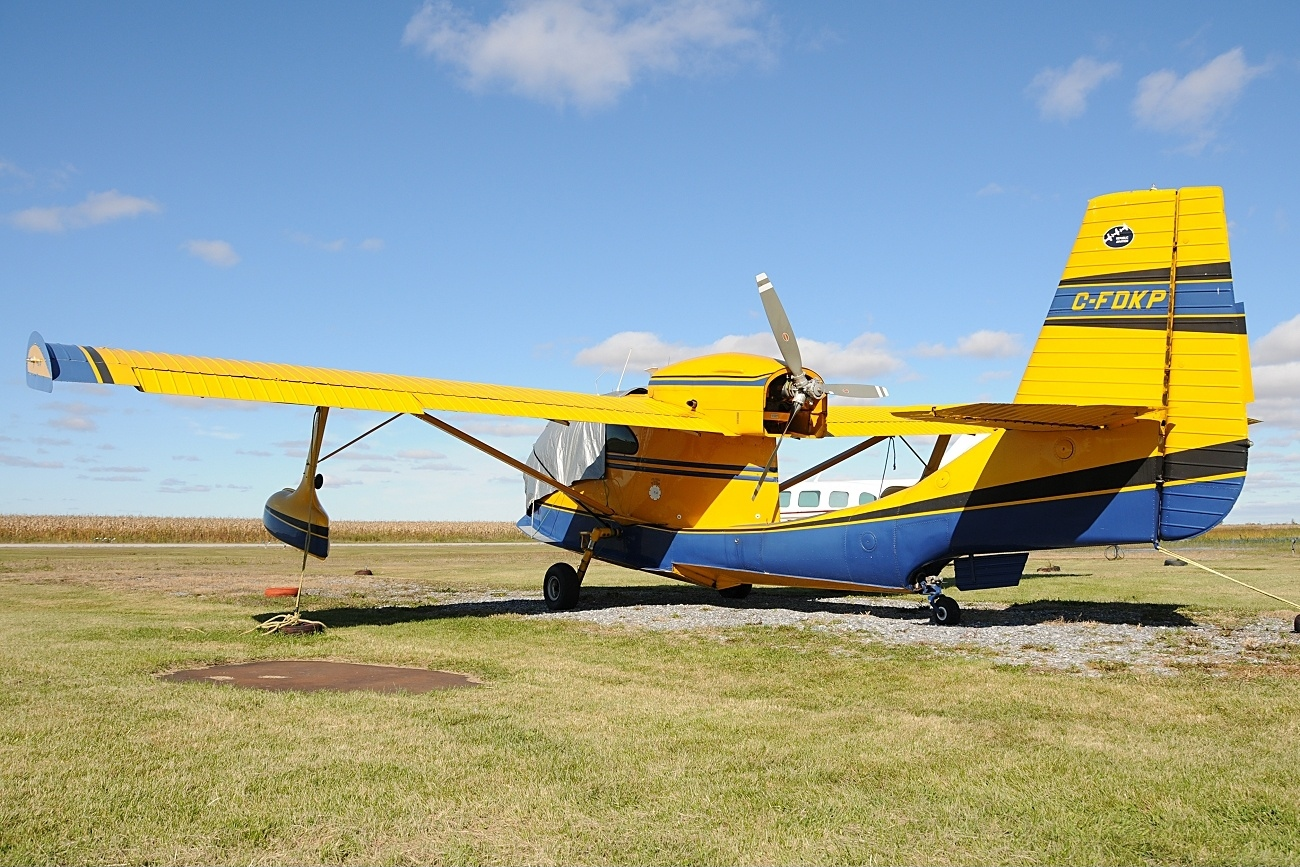
水陸両用飛行艇のリパブリック RC-3 シービー
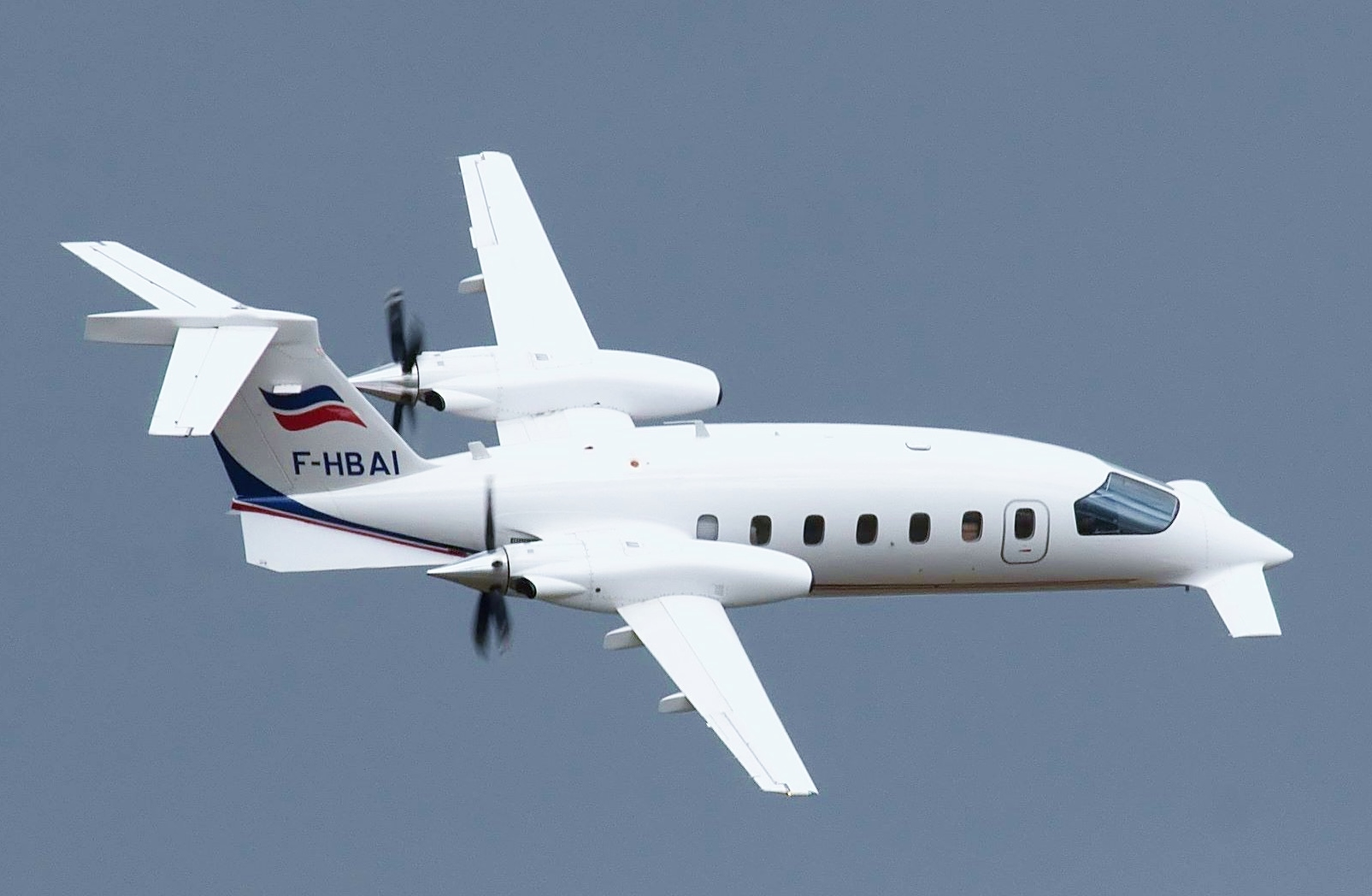
ピアッジョ P.180 アヴァンティ
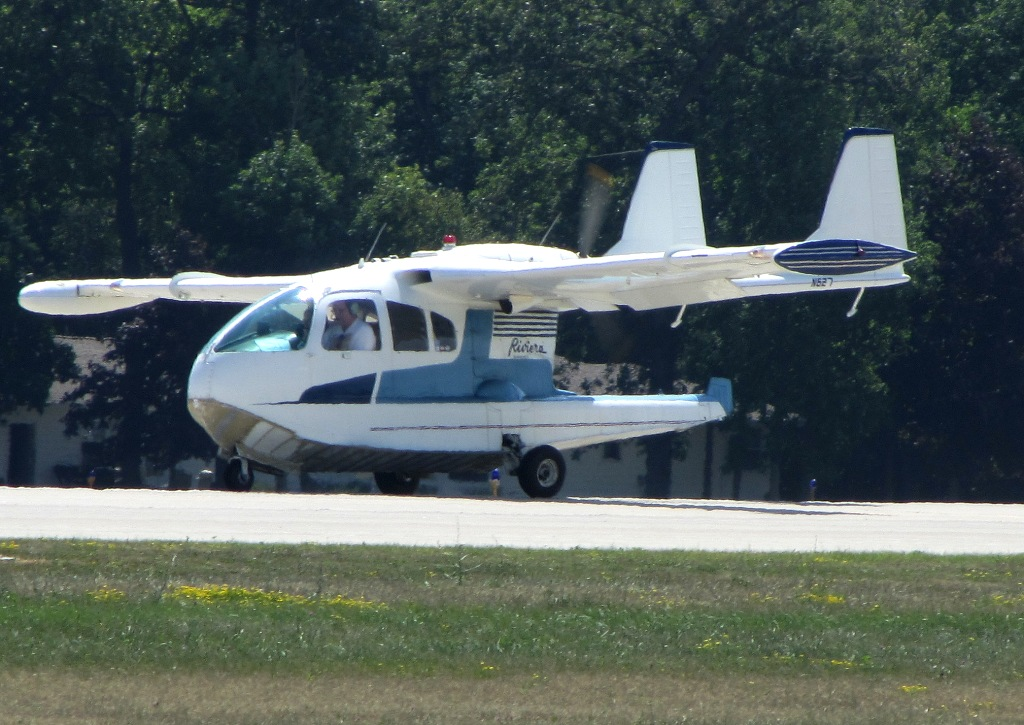
SIAI-マルケッティ FN.333
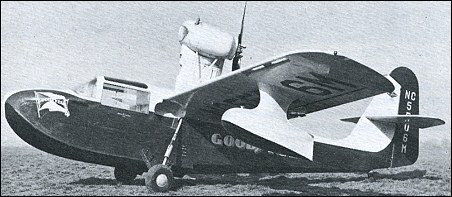
グッドイヤー ダック（英語版）
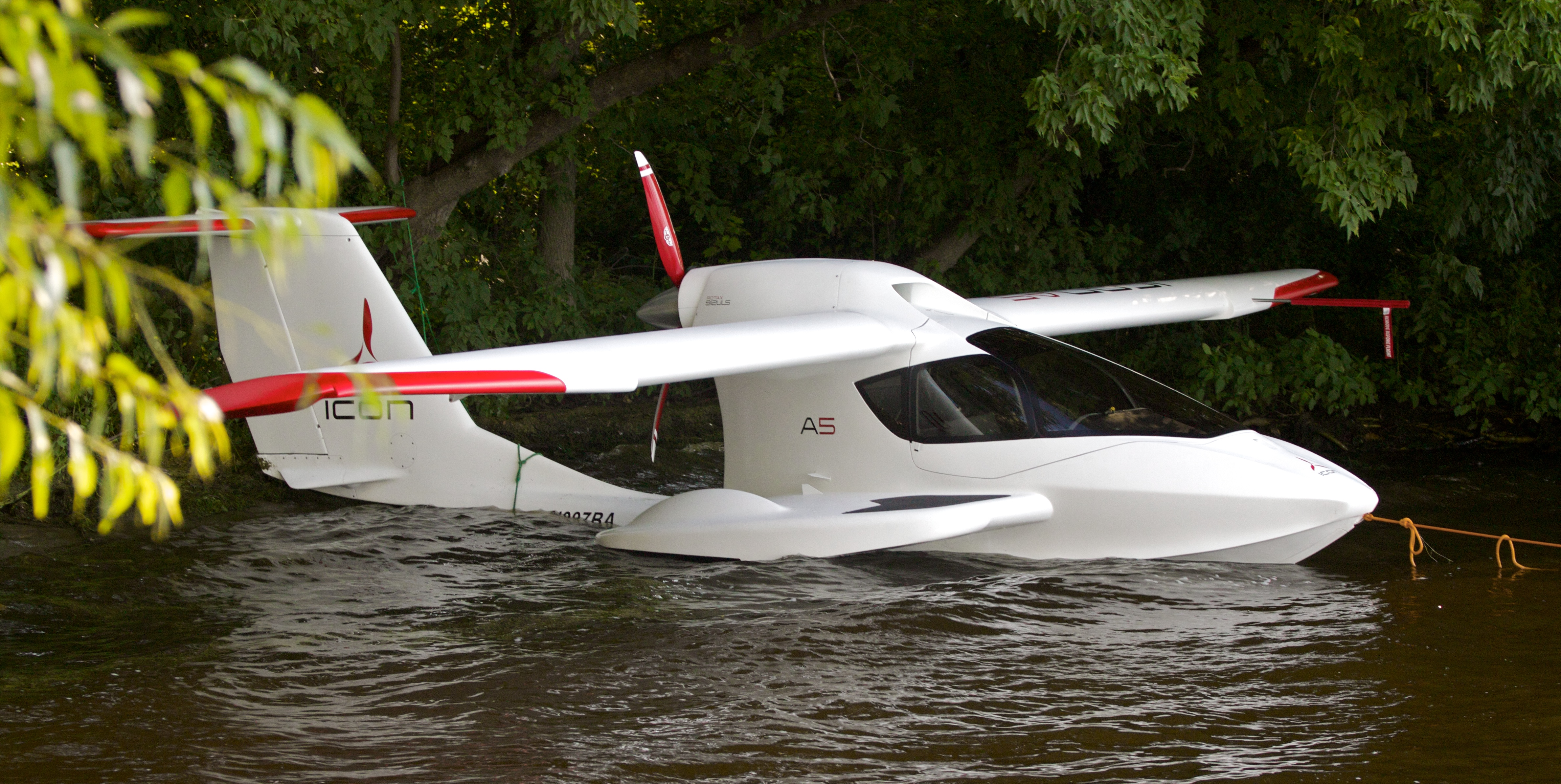
ICON A5
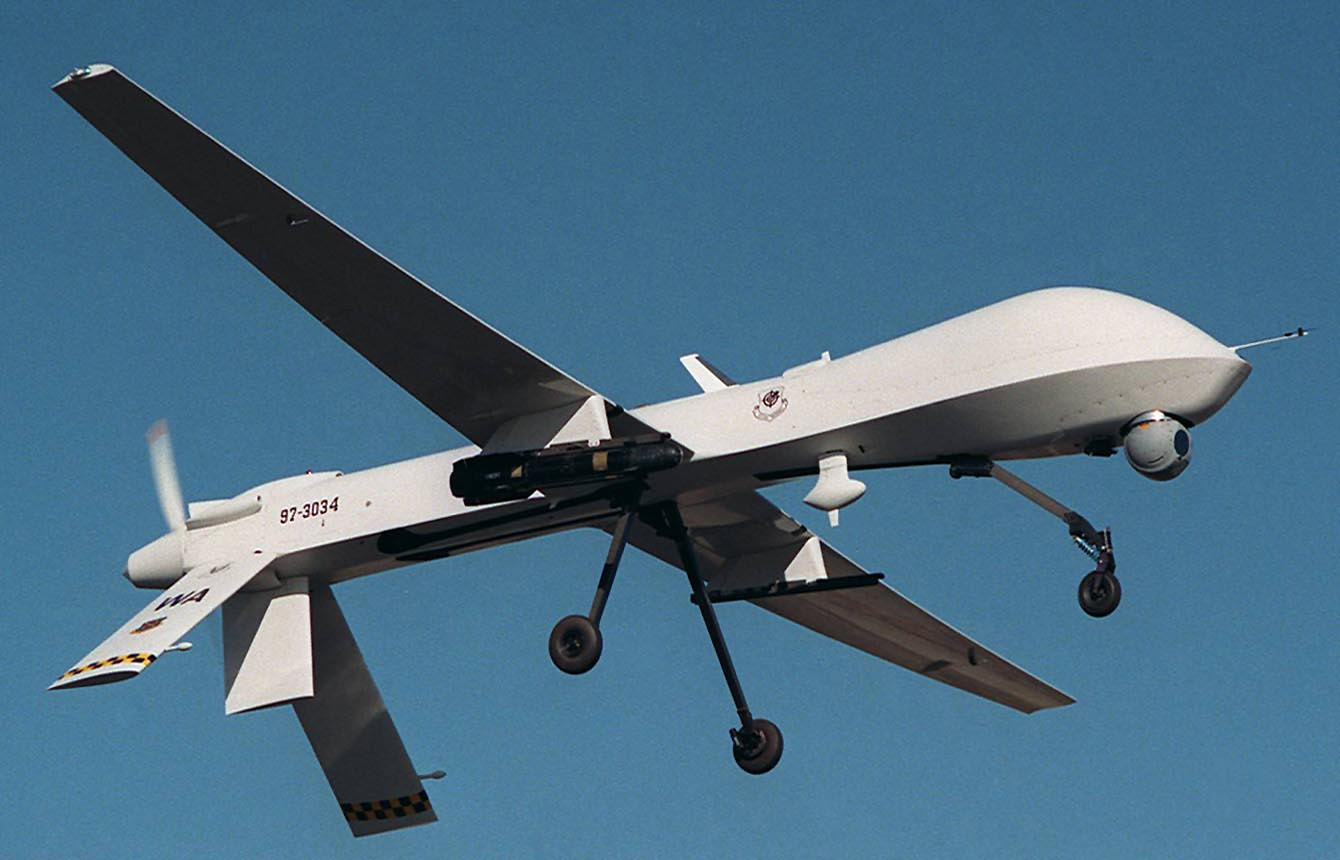
MQ-1 プレデター